# 静岡市立城内中学校
静岡市立城内中学校（しずおかしりつ じょうないちゅうがっこう、英文表記:Jonai Junior High School）は静岡県静岡市葵区駿府町に所在する市立中学校。

## 概要
1947年（昭和22年）の新制中学校発足により設置。静岡市で最も早期に創設された公立中学校の一つである。かつての駿府城三の丸に位置している。
学校近隣には、駿府城公園をはじめ、静岡県庁、静岡市役所などの官公庁、静岡大学教育学部附属静岡小学校、同中学校、静岡市立葵小学校（2007年（平成19年）に青葉小と城内小を統合し創立）などの教育機関が集まっている。また、呉服町、七間町、紺屋町などの繁華街を学区に持つ。
校章には3つのSの字が入っているが、これはStudy（自分の考えを大切にして勉学や仕事に打ち込む）、Society（みんなと共に生活秩序をつくり社会生活を豊かにしていく）、Sports（強い意志と忍耐力をもって常に練り鍛えていく）の「3Sの精神を身に付けた生徒を育てる」学校教育目標を表している。

## 沿革
- 1947年（昭和22年） - 開校。校舎がなかったため、安東小、横内小、伝馬町小に分散して授業を行う。
- 1947年（昭和22年） - 駿府城跡地に建てられていた旧兵舎を仮校舎として移転。
- 1951年（昭和26年） - 校歌制定。
- 1952年（昭和27年） - 生徒数の増加に伴い、静岡城内高校(現在の静岡高校)校舎の一部も借用。
- 1955年（昭和30年） - 現在地（当時の地番：静岡市追手町244番地の3）に校舎が完成し移転。
- 1989年（平成元年） - 新校舎完成。

## 小学校区
- 小中一貫グループ
  - 静岡市立葵小学校
  - 静岡市立伝馬町小学校
- 小中一貫グループ外
  - 静岡市立横内小学校（葵区城東町と東鷹匠町、横内町のみ）※グループは東中学校

## 著名な出身者

### 財界
- 加藤壹康（キリンビール社長）
- 横山進一（住友生命保険会長）

### 政治・行政
- 田辺信宏（静岡市長）

### 学者
- 田辺義明（産業社会学者）

### スポーツ
- 井田勝通（静岡学園高等学校サッカー部監督）
- 芹沢純一（JRA 騎手）
- 三浦知良（Jリーガー）
- 三浦泰年（元Jリーガー）

### 芸術
- 市川和彦（トランペット奏者）
- しりあがり寿（漫画家）

### 芸能
- 今村雅美（女優）
- 加藤諒（俳優）
- 佐津川愛美（女優）
- 保阪尚希（俳優）

### マスコミ
- 杉山直（フリーアナウンサー、ジュビロ磐田スタジアムDJ）

## アクセス
- 静岡鉄道新静岡駅から徒歩6分